# Алея Героїв (Чернігів)
Алея Героїв — сквер, розташований на території Деснянського району Чернігова. Площа — 5,18 га Є місцем відпочинку городян.

## Історія
Алея Героїв була створена в центральній частині міста на території колишнього Валу згідно з першим повоєнним планом міста 1946 року — в період 1946—1947 років — та планом 1960—1961 років . Наступний проєкт реконструкції та благоустрою Алеї Героїв був розроблений архітектором Володимиром Івановичем Ральченком. У зв'язку зі створенням Аллі Героїв були розділені без прямого проїзду вулиці Князя Чорного (колишня Пролетарська) та Святомиколаївська (колишня Карла Лібкнехта).
Архітектором проєкту виступив чернігівець Віктор Матвійович Устинов. Спочатку на алеї був один фонтан (до 1970-х років), потім запустили 4 фонтани у формі прямокутників, клумби, вздовж східної сторони центральної алеї постаменти з погруддями радянським військовим діячам, уродженцям Чернігівського краю, у тому числі міста Чернігова, (крім Фрунзе та Коцюбинського).
Бюсти були встановлені (з півночі на південь — від першого встановленого до останнього) :
1. Пам'ятник Юрію Коцюбинському (1970) — радянський військовий діяч, член Чернігівського комітету РСДРП
2. Пам'ятник Віталію Примакову (1972) — радянський військовий діяч, командир Червоного козацтва часів Громадянської війни в Росії
3. Пам'ятник Володимиру Антонову-Овсієнку (1973) — російський революціонер, радянський державний та військовий діяч
4. Пам'ятник Миколі Подвойському (1977) — російський революціонер, радянський державний та військовий діяч
5. Пам'ятник Миколі Щорсу — начальник дивізії Червоної арімії часів Громадянської війни в Росії
6. Пам'ятник Миколі Кропив'янському (1977) — офіцер Російської імператорської армії, радянський державний та військовий діяч
7. Пам'ятник Михайлу Кирпоносу (1981) — Герой Радянського Союзу
8. Пам'ятник Василю Сеньку (1987) — двічі Герой Радянського Союзу

Розташовувався у південній частині (Катериниському сквері):
1. Пам'ятник Михайлу Фрунзе (1928) — радянський державний та військовий діяч

Постаменти в період 2014—2016 року постраждали від актів вандалізму, були демонтовані, а двох уцілілих (Кирпоноса та Сенька) у 2018 році було перенесено Першим було демонтовано погруддя Фрунзе у 2014 році, потім у 2015 році. Овсієнка, Подвойського, Щорса, Кропив'янського, Коцюбинського, у 2016 році — Примакова. Бюсти зберігаються на території КП «Спецкомбінат КПО», історичного музею, музею М. М. Коцюбинського та місцезнаходження невідоме.
У період 2017—2018 року сквер був реконструйований.
Урочисте відкриття після реконструкції відбулося в День міста 21 вересня 2018 року на честь 1111-річниці Чернігова. За час реконструкції було оновлено три круглих фонтана, з'явилися нові зелені насадження, оновлені пішохідні доріжки, плитку з візерунками, що імітують вишивку. На ремонт було витрачено 74 мільйони бюджетних коштів, хоча попередньо (в листопаді 2017 року) в проєкті міського бюджету на 2018 рік на реконструкцію бульвару по проспекту Миру від вул. Преображенської до Червоної площі (Алея Героїв) було закладено всього 15 мільйонів.
Спочатку анонсували перейменування скверу на Арт-Авеню, але потім цю ідею відтермінували. В управлінні культури зазначили, що ініціювали лише появу культурного проєкту на оновленій алеї — «Арт Авеню». Пропозиція про перейменування має обговорюватися фахівцями всього міста та топонімічної комісії.
|                              |                                  |                                        |                               |
| Пам'ятник Юрію Коцюбинському | Пам'ятник Віталію Примакову      | Пам'ятник Володимиру Антонову-Овсієнку | Пам'ятник Миколі Подвойському |
|                              |                                  |                                        |                               |
| Пам'ятник Миколі Щорсу       | Пам'ятник Миколі Кропив'янському | Пам'ятник Михайлу Кирпоносу            | Пам'ятник Василю Сеньку       |

## Опис
Алея героїв витягнута з північного заходу на південний схід від Красної площі до Катерининської церкви на Третьяку — між вулицями Шевченка та Підвальною. Алея розділена вулицею Єлецька на дві ділянки.
На алеї (ділянка між вулицями Шевченка та Єлецька) розташовано три фонтани округлої форми та 5 клумб прямокутної форми, сцена для проведення заходів.
Колишні пам'ятники монументального мистецтва місцевого значення:
1. Пам'ятник Михайлу Кирпоносу (1981) — демонтований для встановлення в іншому місці, знову не встановлено
2. Пам'ятник Василю Сеньку (1987) — демонтований для встановлення в іншому місці, знову не встановлено
3. Пам'ятний знак жертвам Чорнобильської катастрофи[14] (1996)

Пам'ятники історії місцевого значення:
1. Пам'ятний знак на місці будинку, де жив Леонід Глібов (1977)

## Галерея

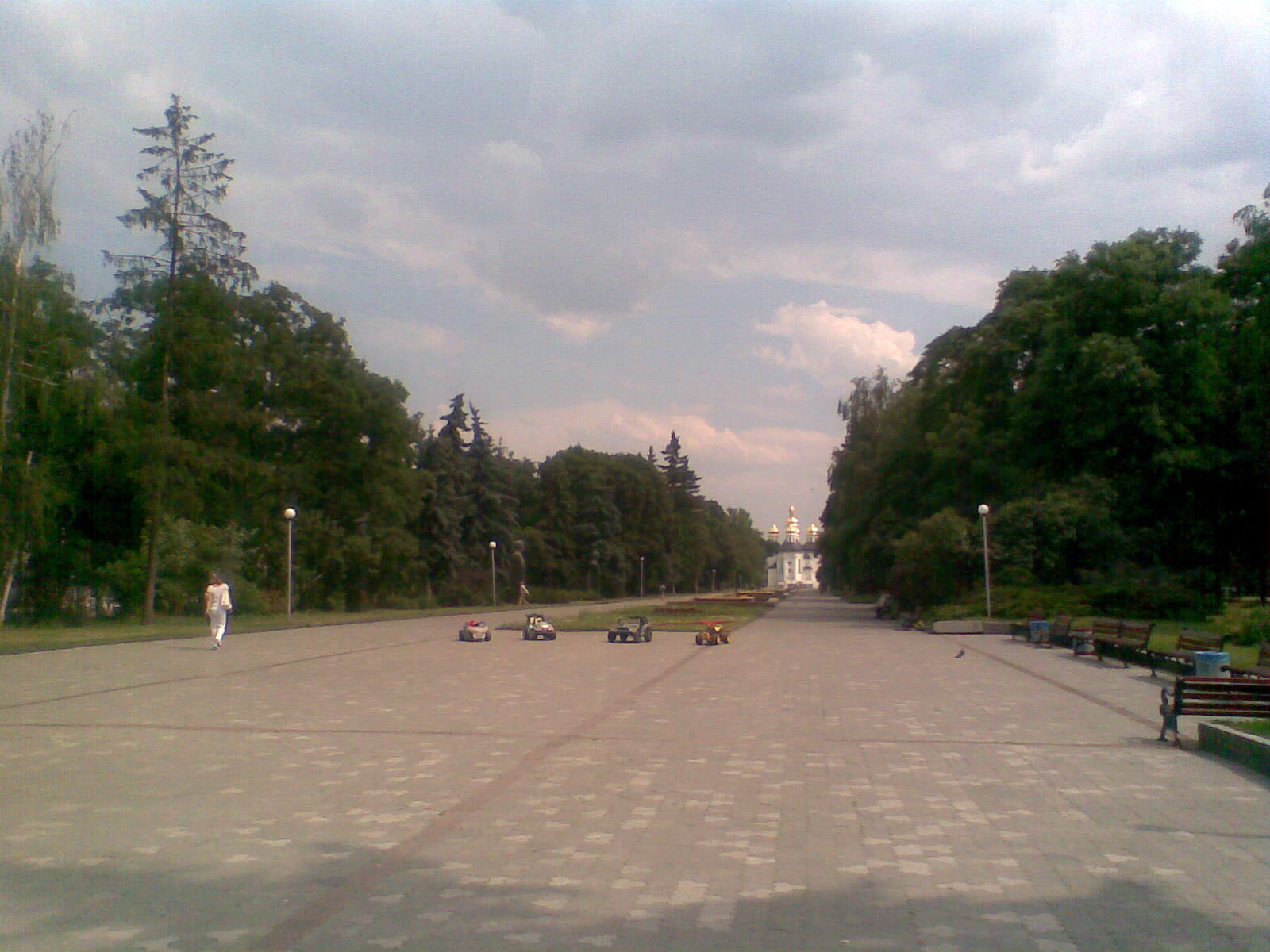
Алея Героїв у 2010 році
Пам'ятний знак жертвам Чорнобильської катастрофи
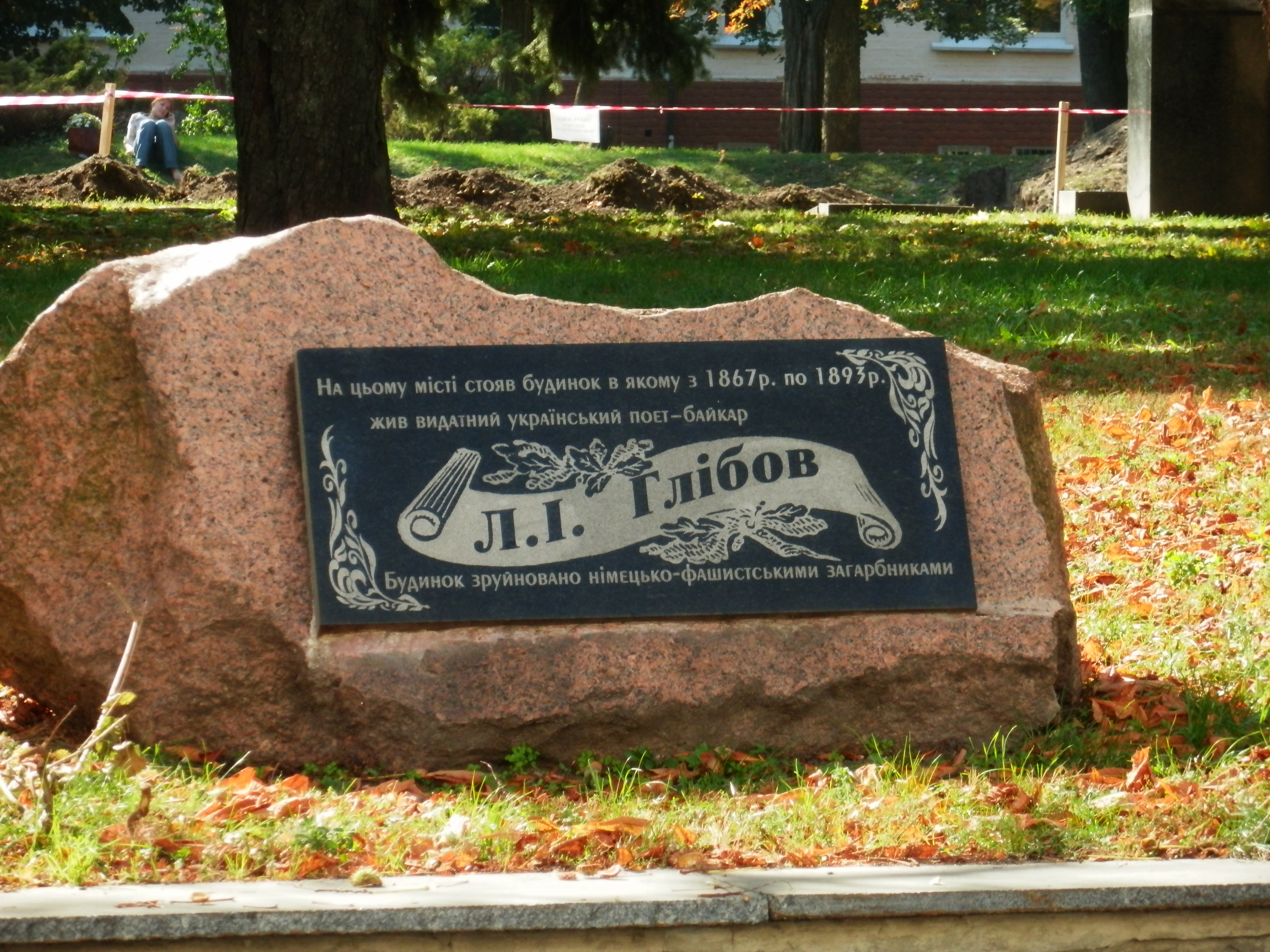
Пам'ятний знак на місці будинку, де жив Л. І. Глібов

## Природа
Природа паркової території представлена переважно листяними породами дерев. Тут налічується 43 види рослин, зокрема, 16 місцевих видів. Асортимент майбутнього бульвару, як та інших паркових територій міста післявоєнного періоду, створювався силами Чернігівського ботанічного саду, радгоспу «Деснянський» та КП «Зеленбуд».
На Алеї Героїв зустрічається найбільша кількість культиварів — серед інших паркових територій Чернігова — 7, зокрема культивари видів ялина звичайна Picea abies (L.) Karst. ('Viminlis'), ялина блакитна P. pungens ('Argentea', 'Coeruela'), туя західна Thuja occidentalis ('Variegata', 'Globosa'), ялівець козацький Juniperus sabina ('Tamariscifolia').